# Lange-Bibelwerk

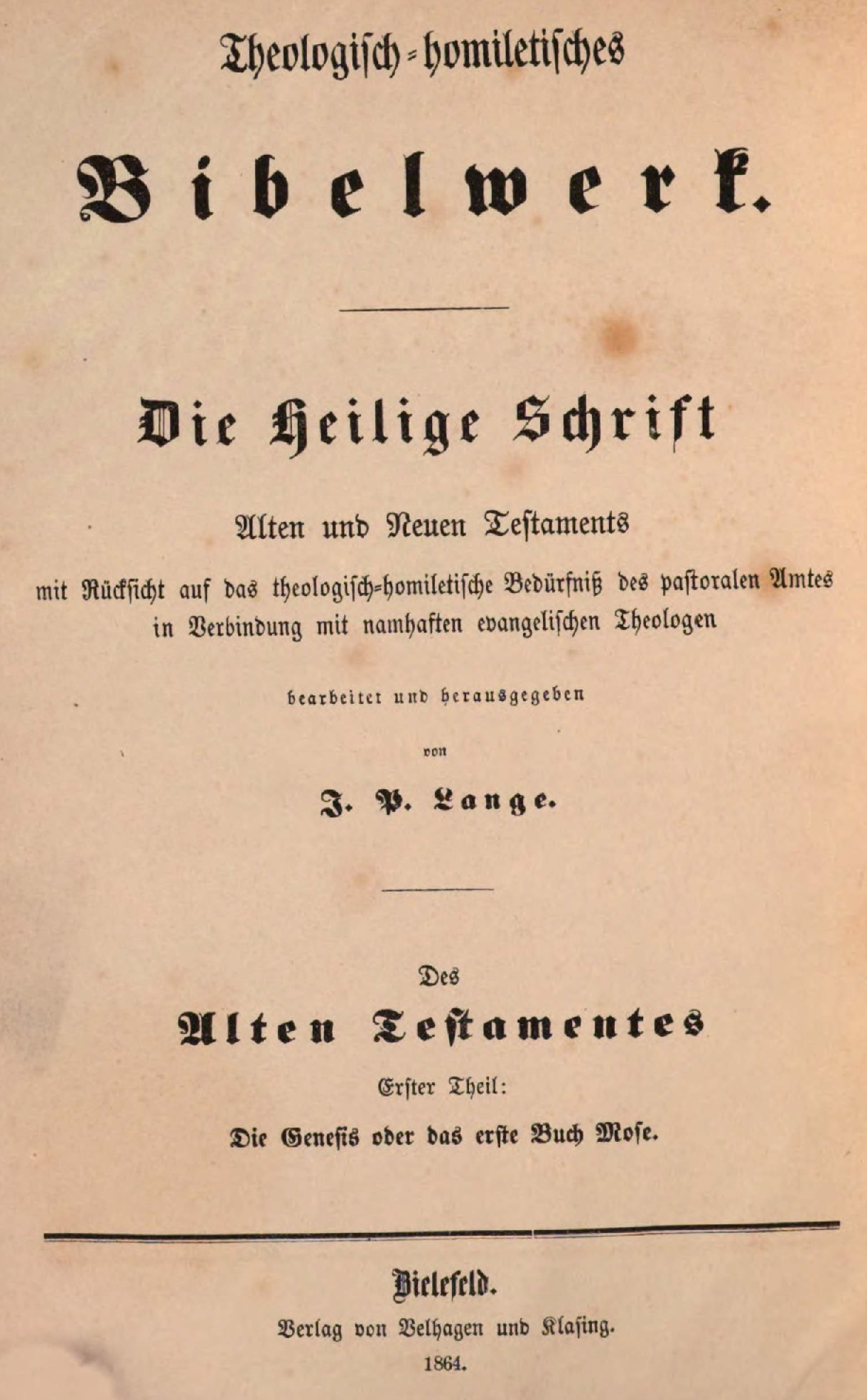
Theologisch-homiletisches Bibelwerk, Genesis-Band 1864, Titelseite

Das Lange-Bibelwerk, eigentlich Theologisch-homiletisches Bibelwerk, ist eine von Johann Peter Lange herausgegebene Reihe von Bibelkommentaren, die innerhalb von zwei Jahrzehnten 1857 bis 1877 im Verlag Velhagen & Klasing erschien. Auf den Buchrücken der einzelnen Bände ist „Lange, Bibelwerk“ aufgedruckt, wodurch die umgangssprachliche Bezeichnung entstanden ist. Die Bedeutung des Bibelwerks für die Predigtvorbereitung von Geistlichen wurde durch die Übersetzung ins amerikanische Englisch unterstrichen.

## Konzept
Die Zielsetzung der Buchreihe wird in dem Untertitel deutlich: „Die Heilige Schrift Alten und Neuen Testaments mit Rücksicht auf das theologisch-homiletische Bedürfniß des pastoralen Amtes in Verbindung mit namhaften evangelischen Theologen“. Demnach wurden die Bibelkommentare für die Predigtpraxis verfasst.
Am Beispiel des jüngsten Bandes, des Jesaja-Kommentars von Carl Wilhelm Eduard Naegelsbach aus dem Jahr 1877, kann der Aufbau und die inhaltliche Konzeption des Bibelwerks veranschaulicht werden: Im Einleitungskapitel geht es um den zeitgeschichtlichen Hintergrund, die Person des Propheten und vor allem um die „Authentie und Integrität des Buches“. Gegen die seit dem 18. Jahrhundert vertretene historisch-kritische Ansicht der Existenz eines Deuterojesajas, der als späterer Prophet die Kapitel 40 bis 66 niedergeschrieben habe, versucht Naegelsbach darzulegen, dass besagte Kapitel von Jesaja selbst stammten. Er tut das, indem er zum einen das theologische Argument anbringt, dass es „Weißagung im übernatürlichen, wunderbaren Sinne“ gebe (S. XXII), und indem er zum anderen Jesaja mehr als Kompilator vorhandener Materialien denn als Schriftsteller begreift (wodurch Stilunterschiede erklärt werden). Das Lange-Bibelwerk wollte also der modernen historisch-kritischen Bibelforschung den Wind aus den Segeln nehmen.
Die Auslegung der einzelnen Bibeltexte teilt sich in exegetische Überlegungen, dogmatische und ethische Grundgedanken und in homiletische Andeutungen. Bei den „Exegetischen Erläuterungen“ wird mit Zitaten aus dem hebräischen Urtext gearbeitet. Die „Dogmatischen und ethischen Grundgedanken“ bestehen meist aus einer Auflistung von Textausschnitten aus der klassischen theologischen Literatur. Bei den „Homiletischen Andeutungen“ kommt der Verfasser des Bibelkommentars wieder mehr selbst zu Wort, indem er allgemeine und kirchenjahrspezifische Hinweise für die Predigtpraxis gibt.

## Einzelbände
Altes Testament:
- 01: Die Genesis. Theologisch-homiletisch bearbeitet von Johann Peter Lange, 1877.
- 02: Die Bücher Exodus, Leviticus, Numeri. Theologisch-homiletisch bearbeitet von Johann Peter Lange, 1874.
- 03: Deuteronomium.
- 04: Josua, 1870.
- 05: Richter und Ruth.
- 06: Die Bücher Samuel, 1873.
- 07: Die Bücher der Könige, 1868.
- 08: Die Bücher der Chronik. Theologisch-homiletisch bearbeitet von Otto Zöckler, 1874.
- 09: Die Bücher Esra, Nehemia und Esther. Theologisch-homiletisch bearbeitet von Fr.W. Schultz, 1876.
- 10: Das Buch Job. Theologisch-homiletisch bearbeitet von Otto Zöckler, 1872.
- 11: Die Psalmen.
- 12: Die Sprüche Salomonis. Theologisch-homiletisch bearbeitet von Otto Zöckler.
- 13: Das Hohelied und der Prediger. Theologisch-homiletisch bearbeitet von Otto Zöckler, 1868.
- 14: Der Prophet Jesaja. Theologisch-homiletisch bearbeitet von Carl Wilhelm Eduard Naegelsbach, 1877.
- 15: Der Prophet Jeremia/Die Klagelieder. Theologisch-homiletisch bearbeitet von Carl Wilhelm Eduard Naegelsbach, 1868.
- 16: Der Prophet Hesekiel. Theologisch-homiletisch bearbeitet von Friedrich Wilhelm Rudolf Schroeder, 1873.

…
- 18: Die Propheten Hosea, Joel und Amos. Theologisch-homiletisch bearbeitet von Otto Schmoller, 1872.
- 19: Die Propheten Obadja, Jona, Micha, Nahum, Habakuk, Zephanja.
- 20: Die Propheten Haggai, Sacharja, Maleachi, 1876.

Neues Testament:
- 01: Das Evangelium nach Matthäus. Theologisch-homiletisch bearbeitet von Johann Peter Lange, 1857.
- 02: Das Evangelium nach Markus. Theologisch-homiletisch bearbeitet von Johann Peter Lange, 1858.
- 03: Das Evangelium nach Lukas. Theologisch-homiletisch bearbeitet von Johannes Jacobus van Oosterzee.
- 04: Das Evangelium nach Johannes.
- 05: Der Apostel Geschichten. Theologisch-homiletisch bearbeitet von Gotthard Victor Lechler und Karl von Gerok, 1860.
- 06: Der Brief Pauli an die Römer. Theologisch-homiletisch bearbeitet von F.R. Fay.
- 07: Die Korinther-Briefe. Theologisch-homiletisch bearbeitet von Christian Friedrich Kling, 1861.
- 08: Der Brief Pauli an die Galater. Theologisch-homiletisch bearbeitet von Otto Schmoller, 1862.
- 09: Die Briefe an die Epheser, Philipper, Kolosser. Theologisch-homiletisch bearbeitet von Daniel Schenkel, 1862.
- 10: Die beiden Briefe Pauli an die Thessalonicher. Theologisch-homiletisch bearbeitet von Karl August Auberlen und Christoph Johannes Riggenbach, 1864.
- 11: Die Pastoralbriefe und der Brief an Philemon. Theologisch-homiletisch bearbeitet von Johannes Jacobus van Oosterzee, 1862.

…
- 13: Der Brief des Jakobus. Theologisch-homiletisch bearbeitet von Johannes Jacobus van Oosterzee, 1862.
- 14: Die Briefe Petri und der Brief Judä. Theologisch- homiletisch bearbeitet von G.F.C. Fronmüller, 1859.
- 15: Die Briefe des Apostels Johannes. Theologisch-homiletisch bearbeitet Karl Braune, 1865.
- 16: Die Offenbarung des Johannes. Theologisch-homiletisch bearbeitet von Johann Peter Lange, 1871.